# Yannick Talabardon
Yannick Talabardon (Parijs, 6 juli 1981) is een Frans voormalig wielrenner. Hij werd in 2002 prof bij BigMat-Auber '93. In 2005 maakte hij de overstap naar Crédit Agricole. Na het seizoen 2013 zette hij een punt achter zijn wielerloopbaan.
Zijn oudere broer Sébastien was eveneens wielerprof.

## Belangrijkste overwinningen
2003
- Prix du Léon

2004
- 1e etappe Tour de Normandie
- Prix des Blés d'Or

2006
- 3e etappe Ronde van de Middellandse Zee (ploegentijdrit met Aleksandr Botsjarov, Pietro Caucchioli, Christophe Edaleine, Jimmy Engoulvent, Dmitri Fofonov, Rémi Pauriol en Mark Renshaw)

## Resultaten in voornaamste wedstrijden
| Jaar | Ronde van Italië | Ronde van Frankrijk | Ronde van Spanje |
| ---- | ---------------- | ------------------- | ---------------- |
| 2005 | 78e              |                     |                  |
| 2006 | 100e             |                     |                  |
| 2007 |                  |                     | 60e              |
| 2008 |                  |                     | 31e              |
| 2011 |                  | 47e                 |                  |

| Jaar | Gent-Wevelgem | Ronde van Vlaanderen | Parijs-Roubaix |
| ---- | ------------- | -------------------- | -------------- |
| 2005 |               |                      |                |
| 2006 |               | 79e                  |                |
| 2007 |               |                      |                |
| 2008 | 71e           |                      | 96e            |
| 2011 |               |                      |                |